# Banda Municipal de Música de Palma
La Banda Municipal de Música de Palma es una agrupación musical profesional española con sede en Palma (Mallorca), fundada en 1966. Su director es Francisco Valero-Terribas, titular desde 2019.
Desde 2020 el conjunto adoptó el nombre artístico de SimfoVents Palma, manteniendo el nombre tradicional a nivel institucional.

## Historia
La presentación oficial del conjunto tuvo lugar el 22 de diciembre de 1966 en el Teatro Principal de Palma bajo la dirección de su primer director titular, Julio Ribelles. Entonces su nombre original era Banda de la Policía Municipal. El conjunto original tenía una plantilla de 45 músicos, la cual se ha mantenido hasta la fecha con el mismo número de componentes.

## Actividad
La Banda Municipal realiza durante todo el año una serie de actividades de carácter cultural, educativo y protocolario. 
Por un lado, está la temporada de conciertos de invierno en el que las actuaciones se llevan a cabo en espacios cerrados. Estos pueden ser, principalmente, en el auditorio del Conservatorio Superior de Música de las Islas Baleares, el Auditorium o el mencionado Teatro Principal. Por otro lado, el ciclo de conciertos de verano (Concerts al carrer) se caracteriza por realizar las actuaciones al aire libre y en diversos puntos de la ciudad aprovechando el buen tiempo, como la Plaza Mayor, el espacio de Ses Voltes, el Castillo de Bellver. los patios de la Casa de Misericordia o de La Almudaina, los jardines de s'Hort del Rei y otros. 
Además del calendario oficial de temporada, la banda también intercala conciertos fuera de programa: didácticos para escuelas, conciertos monográficos y otros actos extraordinarios tanto en Palma como en otras poblaciones. Finalmente, participa en actos oficiales en los que las autoridades municipales requieren su presencia. Entre ellos destaca la Fiesta del Estandarte y las procesiones de Semana Santa.

## Colaboraciones
Con el conjunto han colaborado directores invitados como Bernardo Adam Ferrero, Derek Bourgeois, Francisco Hernández, José Mut, José Rafael, Bernabé Sanchis, Lluís Sanjaime o Rafael Sanz-Espert. En calidad de solistas participaron la pianista Colette Truyol, los trompetistas Rubén Marqués y Rubén Simeón, el clarinetista Enrique Pérez Piquer, el trompista Juan Manuel Gómez de Edeta y el dulzainero Xavier Richart.
También cantantes líricos, como los tenores Antonio Aragón y Pedro Fuentes; las sopranos Helen Field, Joana Llabrés,  Francisca Quarto y Dolores Vercher; el barítono Andrés del Pino, y la mezzosoprano Sylvia Corbacho. Finalmente, en cuanto a conjuntos vocales destacan las actuaciones con corales como la Coral Universitaria de las Islas Baleares y la Capella Mallorquina de Palma.

## Grabaciones
En 2004 la formación fue invitada por Radio Nacional de España a participar en el V Ciclo de Conciertos de Bandas de Música organizado por el mismo ente, ocasión en la que actuó en el Palau de la Música de Valencia. La participación en el evento fue seleccionada para el cedé Plaza Mayor. Bandas de España, editado por el sello discográfico RTVE Música en 2005.

## Estrenos
Dentro de los programas de la banda destaca el estreno regular de nuevas obras, tanto de compositores actuales como inéditas de autores pretéritos. Con especial énfasis en la difusión de la música de las Islas Baleares, con el estreno y grabación de obras de compositores como Derek Bourgeois, David León, Miquel Marqués, Baltasar Moyà, Bartomeu Oliver, Enrique Pastor o Antoni Torrandell.

## Directores
Desde su creación, la Banda ha contado con los directores siguientesː
- Julio Ribelles Brunet (1966-1987)
- Bernabé Sanchis Sanz (1972-1973, en funciones)
- Ángel Martínez (1987-1989, en funciones)
- Daniel Martínez (1989-1999)
- Ramón Juan Garrigós (1999-2002, en funciones)
- Juan Giménez Cerezo (2002-2013)[10]
- Salvador Sebastià López (2013-2016)[11]
- Mario Errea del Pago (2015-2016, en funciones)
- Juan Miguel Romero Llopis (2016-2018)[12]
- Josep-Joaquim Esteve Vaquer (2018-2019, en funciones)
- Francisco Valero-Terribas (2019-)[13]

### Subdirectores
- Bernabé Sanchis Sanz (1966-1976)
- Ángel Martínez (1986-1999)
- Ramón Juan Garrigós (1999-2012)
- Mario Errea del Pago (2012-2017)
- Josep-Joaquim Esteve Vaquer (2014-)

## Plantilla[14]
Director
- Francisco Valero-Terribas

| Subdirector - Josep-Joaquim Esteve Vaquer Flautas - Javier V. Blanco - Pere Sansó - Cristina Sapiña Oboes - Silverio Duato - Juan Rodríguez Requinto - Virgilio Camarasa Clarinetes - Juan A. Almodóvar - Óscar Almodóvar - Tomás Colomina - Carlos Flores - Germán Guillén - Juan Emilio Martínez - Biel Oliver - Carlos Pastor - Pere Siquier - Jessica Tamarit | Clarinete alto - Joan Sempere Clarinete bajo - Rafel Caldentey Saxos altos - Francisco Catalá - Víctor Martínez Saxo tenor - Javier Bonet - Pablo León Saxo barítono - Antonio Ríos Fagotes - Sergi Castelló - Joaquín Morales Trompetas/cornetas/fiscornos - Julio Beltrán - Catalina Mariano - Roberto Morcillo - Mario Navarro - Bernat Xamena | Trompas - Mario Errea - Bartomeu - Javier Sancho - Francisco J. Sapiña Trombones - Rafael E. Bueno - Antonio Criado - Vicente Garrido Bombardinos - Josep Burguera - Víctor Martínez Tubas - José V. Franco - Àngel Torres Percusión - Vicenç Fontelles - Antonio Pedro - Víctor Roig - Miquel Sebastián |